# Sneeuberge

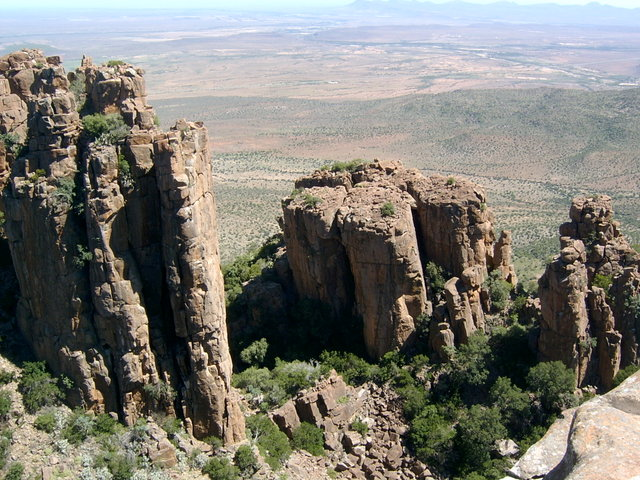
Klippor som tillhör Sneeuberge i Camdeboo nationalpark.

Sneeuberge (engelska Snow Mountains) är ett bergsområde i Sydafrika som sträcker sig över provinserna Eastern Cape, Western Cape och Northern Cape. Bergstrakten kännetecknas av torrt eller halvtorrt klimat. Den högsta bergstoppen ligger 2504 meter över havet och olika högplatåer ligger 1800 till 2100 meter över havet. Bergstraktens södra delar ingår i Camdeboo nationalparken.
Genom bergstrakten går en riksväg (N9) och en järnvägslinje som båda sammanlänkar städerna Graaff-Reinet och Middelburg.
Största delen av bergstrakten är fattig på vegetation liksom andra delar av Karoostäppen. Vissa områden med mer nederbörd är savann och i dalgångar med vattendrag finns trädansamlingar. En undersökning från 2009 hittade 1195 olika växtarter i bergstrakten.